# Malha Arena
Die Malha Arena (offizieller Name Lea & Maurice Goldberg Sports Hall) ist eine Mehrzweckhalle im südwestlichen Stadtviertel Malcha (engl. transkribiert Malha) der israelischen Stadt Jerusalem. Der Basketballclub Hapoel Jerusalem aus der Ligat ha’Al trug hier bis 2014 seine Heimspiele aus.

## Geschichte
Die Malha Arena war von 1985 bis 2014 die Heimarena der Basketballmannschaft Hapoel Jerusalem, bis die Mannschaft in die neu errichtete Pais Arena umzog. Der Bau der Jerusalem-Arena begann 2009 in Malha, östlich des Teddy-Stadions. Die Jerusalem Arena ersetzte schließlich 2014 die Malha Arena als Heimspielstätte von Hapoel. Die Malha Arena liegt rund 1,5 km vom Bahnhof Jerusalem-Malcha entfernt.